# Santa Rosa de Lima
Santa Rosa de Lima este un oraș în Santa Catarina (SC), Brazilia.